# Bonella
Bonella es una localidad de España perteneciente al
municipio de Riello en la comarca de Omaña,
provincia de León, comunidad autónoma de Castilla y León. Antiguamente formaba
parte del concejo de Villamor de Riello.

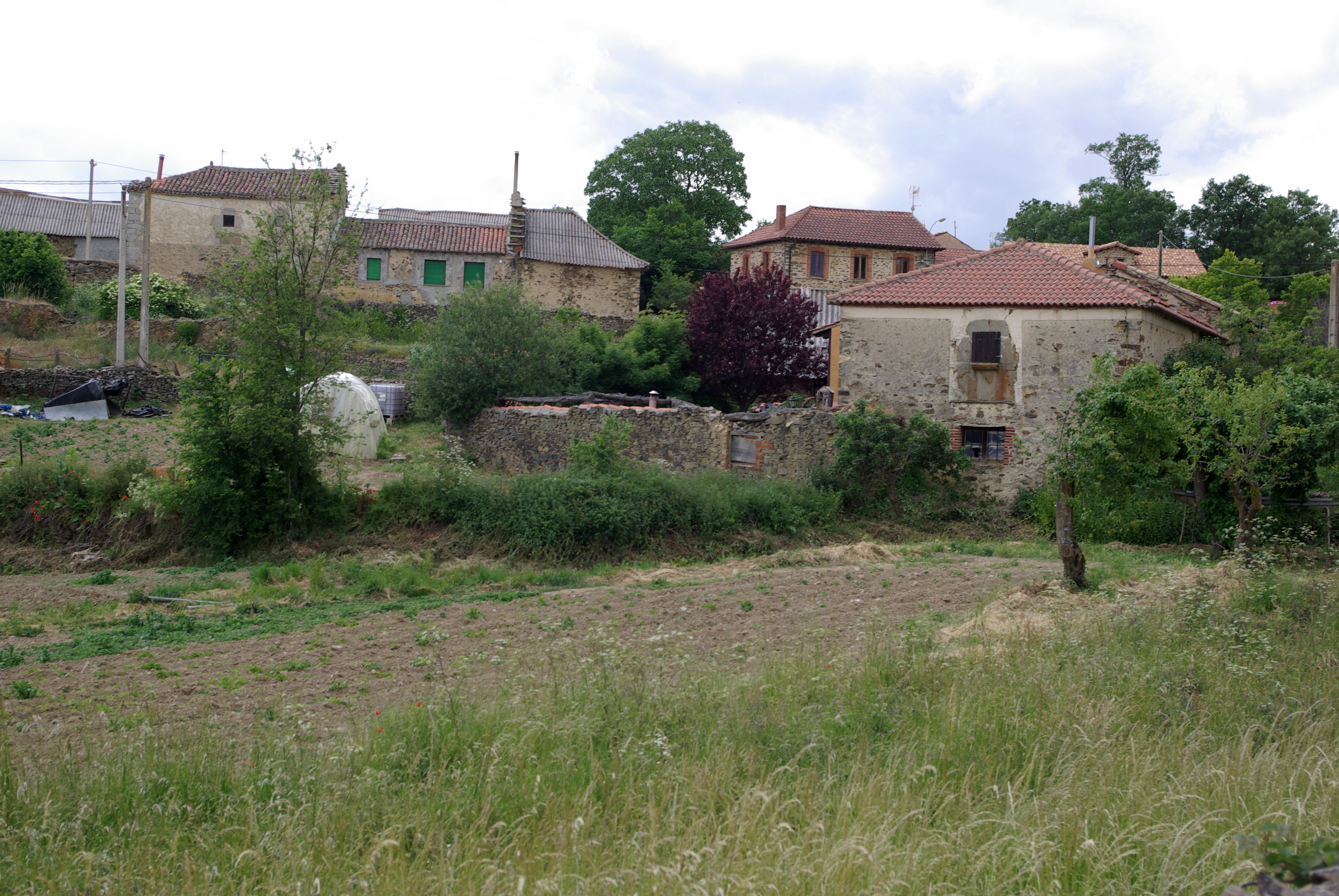
Bonella

En 2015 tenía 27 habitantes. En 1920, contaba con 74 habitantes según el censo de Mourille y durante el siglo XX se despobló, como el resto de Omaña, a causa de la emigración. Está situada en una zona de media montaña, a una altitud de 1060 m. Las poblaciones más cercanas son Ceide y Lago de Omaña al sur, La Urz al norte y Socil al oeste. Se accede a ella por tomando la carretera comarcal CV 128 en Riello.
El pueblo está compuesto de tres núcleos o barrios, conectados por una fuente con cubierta de estilo romano. Otras edificaciones notorias son la iglesia de San Salvador, una ermita dedicada al Santísimo Cristo y la casa del «mairato» (titular de un mayorazgo), posiblemente de la primera mitad del siglo XVIII, construida en caliza y con dinteles decorados. También cuenta con un palomar muy antiguo de estilo tradicional, uno de los pocos que se conservan en Omaña. Es de planta circular, con cubierta de teja rematada por un pináculo labrado en piedra. Los nidales son de losa. El exterior está encalado para facilitar a las palomas su localización.